# Schizachyrium cirratum
Schizachyrium cirratum är en gräsart som först beskrevs av Eduard Hackel, och fick sitt nu gällande namn av Elmer Ottis Wooton och Stand. Schizachyrium cirratum ingår i släktet Schizachyrium och familjen gräs. Inga underarter finns listade i Catalogue of Life.